# Manchester United Women Football Club 2020-2021
Questa voce raccoglie le informazioni riguardanti il Manchester United Women Football Club nelle competizioni ufficiali della stagione 2020-2021.

## Stagione
Il campionato di FA Women's Super League, il secondo consecutivo del Manchester United in massima serie, è stato concluso al quarto posto con 47 punti conquistati in 22 giornate, frutto di 15 vittorie, 2 pareggi e 7 sconfitte. Il 27 marzo 2021 venne disputata la prima partita ufficiale all'Old Trafford, a porte chiuse per le restrizioni legate alla pandemia, e vinta per 2-0 sul West Ham e valevole per la diciottesima giornata di campionato. In FA Women's Cup la squadra, che era partita dal quarto turno, è stata eliminata al quinto turno, dopo la sconfitta contro il Leicester City. Il 12 maggio 2021, pochi giorni prima della partita del quinto turno di coppa, l'allenatrice Casey Stoney annunciò le sue dimissioni una volta conclusa la stagione agonistica a causa di tensioni con la dirigenza principalmente legate alle strutture di allenamento. In FA Women's League Cup la squadra non ha superato la fase a gruppi, avendo concluso in quarta e ultima posizione.

## Maglie e sponsor
Le tenute di gioco solo le stesse adottate dal Manchester Utd maschile.
| Casa | Trasferta | Terza divisa |

## Rosa
Rosa e numeri di maglia come da sito societario.
| N. |                        | Ruolo | Calciatrice            |
| -- | ---------------------- | ----- | ---------------------- |
| 1  | Inghilterra (bandiera) | P     | Emily Ramsey           |
| 2  | Inghilterra (bandiera) | D     | Martha Harris          |
| 3  | Svezia (bandiera)      | D     | Lotta Ökvist           |
| 3  | Norvegia (bandiera)    | D     | Maria Thorisdottir     |
| 4  | Inghilterra (bandiera) | D     | Amy Turner             |
| 5  | Inghilterra (bandiera) | D     | Abbie McManus          |
| 7  | Inghilterra (bandiera) | A     | Ella Toone             |
| 9  | Inghilterra (bandiera) | A     | Jessica Sigsworth      |
| 10 | Inghilterra (bandiera) | C     | Katie Zelem (capitano) |
| 11 | Inghilterra (bandiera) | A     | Leah Galton            |
| 12 | Galles (bandiera)      | C     | Hayley Ladd            |
| 13 | Brasile (bandiera)     | A     | Ivana Fuso             |
| 14 | Paesi Bassi (bandiera) | C     | Jackie Groenen         |
| 16 | Inghilterra (bandiera) | C     | Lauren James           |

| N. |                        | Ruolo | Calciatrice     |
| -- | ---------------------- | ----- | --------------- |
| 17 | Spagna (bandiera)      | D     | Ona Batlle      |
| 18 | Scozia (bandiera)      | A     | Kirsty Hanson   |
| 19 | Scozia (bandiera)      | A     | Jane Ross       |
| 20 | Scozia (bandiera)      | D     | Kirsty Smith    |
| 21 | Inghilterra (bandiera) | D     | Millie Turner   |
| 22 | Inghilterra (bandiera) | P     | Fran Bentley    |
| 23 | Inghilterra (bandiera) | A     | Alessia Russo   |
| 24 | Stati Uniti (bandiera) | A     | Christen Press  |
| 27 | Inghilterra (bandiera) | P     | Mary Earps      |
| 28 | Galles (bandiera)      | C     | Carrie Jones    |
| 32 | Inghilterra (bandiera) | D     | Tara Bourne     |
| 37 | Inghilterra (bandiera) | D     | Lucy Staniforth |
| 77 | Stati Uniti (bandiera) | A     | Tobin Heath     |

## Calciomercato

### Sessione estiva
| Acquisti | Acquisti          | Acquisti                 | Acquisti      |
| R.       | Nome              | da                       | Modalità      |
| -------- | ----------------- | ------------------------ | ------------- |
| P        | Emily Ramsey      | Sheffield Utd            | fine prestito |
| D        | Ona Batlle        | Levante                  | [ 8 ]         |
| D        | Charlotte Newsham | Huddersfield Town        | fine prestito |
| C        | Mollie Green      | Sheffield Utd            | fine prestito |
| C        | Carrie Jones      | Cardiff City             | [ 9 ]         |
| C        | Aimee Palmer      | Sheffield Utd            | fine prestito |
| C        | Lucy Staniforth   | Birmingham City          | [ 11 ]        |
| A        | Ivana Fuso        | Basilea                  | [ 12 ]        |
| A        | Tobin Heath       | Portland Thorns          | [ 13 ]        |
| A        | Christen Press    | Utah Royals FC           | [ 14 ]        |
| A        | Alessia Russo     | North Carolina Tar Heels | [ 15 ]        |

| Cessioni | Cessioni            | Cessioni         | Cessioni |
| R.       | Nome                | a                | Modalità |
| -------- | ------------------- | ---------------- | -------- |
| P        | Fran Bentley        | Blackburn Rovers | prestito |
| P        | Siobhan Chamberlain |                  | ritirata |
| P        | Aurora Mikalsen     | Tottenham        | [ 18 ]   |
| D        | Charlotte Newsham   | Blackburn Rovers | [ 19 ]   |
| C        | Mollie Green        | Birmingham City  | [ 20 ]   |
| C        | Aimee Palmer        | Bristol City     | [ 10 ]   |
| A        | Elizabeth Arnot     | Rangers          | [ 21 ]   |
| A        | Maria Edwards       | Blackburn Rovers | prestito |

### Sessione invernale
| Acquisti | Acquisti           | Acquisti | Acquisti |
| R.       | Nome               | da       | Modalità |
| -------- | ------------------ | -------- | -------- |
| D        | Maria Thorisdottir | Chelsea  | [ 23 ]   |

| Cessioni | Cessioni      | Cessioni  | Cessioni    |
| R.       | Nome          | a         | Modalità    |
| -------- | ------------- | --------- | ----------- |
| P        | Emily Ramsey  | West Ham  | in prestito |
| D        | Abbie McManus | Tottenham | prestito    |
| D        | Lotta Ökvist  | Häcken    | [ 26 ]      |

## Risultati

### FA Women's Super League

#### Girone di andata
| Arbitro: | Welch |

|            |           |          |
| Galton 79’ | Marcatori | 25’ Kerr |

| Arbitro: | Oliver |

|                               |           |                                             |
| Walker 14’ McManus 27’ (aut.) | Marcatori | 5’ Ross 36’ Zelem 47’ Toone 60’, 79’ Hanson |

| Arbitro: | Swallow |

|                                      |           |  |
| Toone 9’ (rig.) Russo 67’ Ross 90+2’ | Marcatori |  |

| Arbitro: | Fearn |

|  |           |               |
|  | Marcatori | 67’ M. Turner |

| Arbitro: | Atkin |

|                         |           |                                    |
| van Egmond 39’ Daly 83’ | Marcatori | 20’, 42’ Russo 23’ Heath 87’ Press |

| Arbitro: | Shacklady |

|           |           |  |
| Toone 83’ | Marcatori |  |

| Arbitro: | Fearn |

|                      |           |                       |
| Heath 54’ Hanson 74’ | Marcatori | 8’ Kelly 45+1’ Coombs |

| Arbitro: | Byrne |

|  |           |                      |
|  | Marcatori | 25’ Galton 89’ Toone |

| Arbitro: | Conley |

|                     |           |                     |
| M.Turner 56’ (aut.) | Marcatori | 32’ Galton 83’ Ladd |

| Arbitro: | Benn |

|                                                              |           |            |
| Galton 26’, 63’ M. Turner 45+2’ Sigsworth 52’ Heath 83’, 86’ | Marcatori | 72’ Salmon |

| Arbitro: | Dowle |

|  |           |                    |
|  | Marcatori | 9’ Toone 42’ Press |

#### Girone di ritorno
| Arbitro: | Welch |

|                      |           |           |
| Harder 30’ Kirby 65’ | Marcatori | 61’ James |

| Arbitro: | Pearson |

|                      |           |  |
| Galton 46’ Toone 81’ | Marcatori |  |

| Arbitro: | Duckworth |

|  |           |                        |
|  | Marcatori | 63’ Harding 65’ Carter |

| Arbitro: | Byrne |

|                              |           |  |
| Bronze 23’ Hemp 71’ Weir 84’ | Marcatori |  |

| Arbitro: | Conley |

|                                    |           |  |
| Hanson 27’ Sigsworth 43’ Zelem 72’ | Marcatori |  |

| Arbitro: | Fearn |

|                                    |           |  |
| M. Turner 3’ (aut.) Wubben-Moy 51’ | Marcatori |  |

| Arbitro: | Benn |

|                     |           |  |
| James 49’ Press 55’ | Marcatori |  |

| Arbitro: | Hattersley |

|                    |           |  |
| Kaagman 25’ (rig.) | Marcatori |  |

| Arbitro: | Hattersley |

|                                              |           |               |
| Toone 9’, 48’ (rig.) Press 19’ Sigsworth 31’ | Marcatori | 90+3’ Kennedy |

| Arbitro: | Benn |

|  |           |                    |
|  | Marcatori | 79’ (aut.) Daniëls |

| Arbitro: | Saunders |

|                     |           |  |
| Toone 6’ Hanson 89’ | Marcatori |  |

### FA Women's Cup
| Arbitro: | Simms |

|  |           |                                                                      |
|  | Marcatori | 11’ M. Turner 16’ Toone 29’ Staniforth 44’ A. Turner 47’, 58’ Hanson |

| Arbitro: | Welch |

|                        |           |                                  |
| Sigsworth 32’ Ross 59’ | Marcatori | 45+1’ O'Brien 69’ Cain 71’ Flint |

### FA Women's League Cup

#### Fase a gruppi
| Arbitro: | Welch |

|                               |           |           |
| Furness 32’, 82’ Babajide 70’ | Marcatori | 86’ Toone |

| Arbitro: | Duckworth |

|            |           |  |
| Graham 74’ | Marcatori |  |

| Arbitro: | Conley |

|  |                      |  |
|  | Tiri di rigore 4 – 3 |  |

## Statistiche

### Statistiche di squadra
| Competizione            | Punti | In casa | In casa | In casa | In casa | In casa | In casa | In trasferta | In trasferta | In trasferta | In trasferta | In trasferta | In trasferta | Totale | Totale | Totale | Totale | Totale | Totale | DR  |
| Competizione            | Punti | G       | V       | N       | P       | Gf      | Gs      | G            | V            | N            | P            | Gf           | Gs           | G      | V      | N      | P      | Gf     | Gs     | DR  |
| ----------------------- | ----- | ------- | ------- | ------- | ------- | ------- | ------- | ------------ | ------------ | ------------ | ------------ | ------------ | ------------ | ------ | ------ | ------ | ------ | ------ | ------ | --- |
| FA Women's Super League | 47    | 11      | 8       | 2       | 1       | 26      | 7       | 11           | 7            | 0            | 4            | 18           | 13           | 22     | 15     | 2      | 5      | 44     | 20     | +24 |
| FA Women's Cup          | -     | 1       | 0       | 0       | 1       | 2       | 3       | 1            | 1            | 0            | 0            | 6            | 0            | 2      | 1      | 0      | 1      | 8      | 3      | +5  |
| FA Women's League Cup   | -     | 1       | 0       | 1       | 0       | 0       | 0       | 2            | 0            | 0            | 2            | 1            | 4            | 3      | 0      | 1      | 2      | 1      | 4      | -3  |
| Totale                  | -     | 13      | 8       | 3       | 2       | 28      | 10      | 14           | 8            | 0            | 6            | 25           | 17           | 27     | 16     | 3      | 8      | 53     | 27     | +26 |

### Andamento in campionato
| Giornata  | 1 | 2 | 3 | 4 | 5 | 6 | 7 | 8 | 9 | 10 | 11 | 12 | 13 | 14 | 15 | 16 | 17 | 18 | 19 | 20 | 21 | 22 |
| --------- | - | - | - | - | - | - | - | - | - | -- | -- | -- | -- | -- | -- | -- | -- | -- | -- | -- | -- | -- |
| Luogo     | C | T | C | T | T | C | C | T | T | C  | T  | T  | C  | C  | T  | C  | T  | C  | T  | C  | T  | C  |
| Risultato | N | V | V | V | V | V | N | V | V | V  | V  | P  | V  | P  | P  | V  | P  | V  | P  | V  | V  | V  |
| Posizione | 6 | 4 | 4 | 1 | 3 | 1 | 1 | 1 | 1 | 1  | 2  | 2  | 2  | 2  | 3  | 3  | 3  | 3  | 4  | 4  | 4  | 4  |

Legenda:

Luogo: C = Casa; T = Trasferta. Risultato: V = Vittoria; N = Pareggio; P = Sconfitta.

### Statistiche delle giocatrici
| Giocatore       | FA Women's Super League | FA Women's Super League | FA Women's Super League | FA Women's Super League | FA Women's Cup | FA Women's Cup | FA Women's Cup | FA Women's Cup | FA Women's League Cup | FA Women's League Cup | FA Women's League Cup | FA Women's League Cup | Totale   | Totale | Totale      | Totale     |
| Giocatore       | Presenze                | Reti                    | Ammonizioni             | Espulsioni              | Presenze       | Reti           | Ammonizioni    | Espulsioni     | Presenze              | Reti                  | Ammonizioni           | Espulsioni            | Presenze | Reti   | Ammonizioni | Espulsioni |
| --------------- | ----------------------- | ----------------------- | ----------------------- | ----------------------- | -------------- | -------------- | -------------- | -------------- | --------------------- | --------------------- | --------------------- | --------------------- | -------- | ------ | ----------- | ---------- |
| O. Batlle       | 19                      | 0                       | 1                       | 0                       | 2              | 0              | 0              | 0              | 2                     | 0                     | 0                     | 0                     | 23       | 0      | 1           | 0          |
| F. Bentley      | 0                       | 0                       | 0                       | 0                       | 1              | 0              | 0              | 0              | 0                     | 0                     | 0                     | 0                     | 1        | 0      | 0           | 0          |
| T. Bourne       | 1                       | 0                       | 0                       | 0                       | 1              | 0              | 0              | 0              | -                     | -                     | -                     | -                     | 2        | 0      | 0           | 0          |
| M. Earps        | 22                      | -20                     | 0                       | 0                       | 2              | -3             | 0              | 0              | 1                     | -1                    | 0                     | 0                     | 25       | -24    | 0           | 0          |
| I. Fuso         | 5                       | 0                       | 0                       | 0                       | -              | -              | -              | -              | 1                     | 0                     | 0                     | 0                     | 6        | 0      | 0           | 0          |
| L. Galton       | 17                      | 6                       | 0                       | 0                       | 1              | 0              | 0              | 0              | 3                     | 0                     | 0                     | 0                     | 21       | 6      | 0           | 0          |
| J. Groenen      | 22                      | 0                       | 2                       | 0                       | 0              | 0              | 0              | 0              | 3                     | 0                     | 0                     | 0                     | 25       | 0      | 2           | 0          |
| H. Hanson       | 20                      | 5                       | 0                       | 0                       | 2              | 2              | 0              | 0              | 3                     | 0                     | 0                     | 0                     | 25       | 7      | 0           | 0          |
| M. Harris       | 7                       | 0                       | 1                       | 0                       | 1              | 0              | 0              | 0              | -                     | -                     | -                     | -                     | 8        | 0      | 1           | 0          |
| T. Heath        | 8                       | 4                       | 1                       | 0                       | -              | -              | -              | -              | 3                     | 0                     | 0                     | 0                     | 11       | 4      | 1           | 0          |
| L. James        | 10                      | 2                       | 0                       | 0                       | -              | -              | -              | -              | 1                     | 0                     | 0                     | 0                     | 11       | 2      | 0           | 0          |
| C. Jones        | 2                       | 0                       | 0                       | 0                       | 2              | 0              | 0              | 0              | -                     | -                     | -                     | -                     | 4        | 0      | 0           | 0          |
| H. Ladd         | 18                      | 1                       | 4                       | 0                       | -              | -              | -              | -              | 3                     | 0                     | 0                     | 0                     | 21       | 1      | 4           | 0          |
| A. McManus      | 5                       | 0                       | 0                       | 0                       | -              | -              | -              | -              | 2                     | 0                     | 0                     | 0                     | 7        | 0      | 0           | 0          |
| L. Ökvist       | 3                       | 0                       | 1                       | 0                       | -              | -              | -              | -              | 1                     | 0                     | 0                     | 0                     | 4        | 0      | 1           | 0          |
| C. Press        | 14                      | 4                       | 2                       | 0                       | 1              | 0              | 0              | 0              | 2                     | 0                     | 0                     | 0                     | 17       | 4      | 2           | 0          |
| E. Ramsey       | 0                       | 0                       | 0                       | 0                       | -              | -              | -              | -              | 2                     | -3                    | 0                     | 0                     | 2        | -3     | 0           | 0          |
| J. Ross         | 12                      | 2                       | 0                       | 0                       | 2              | 1              | 0              | 0              | 2                     | 0                     | 0                     | 0                     | 16       | 3      | 0           | 0          |
| A. Russo        | 4                       | 3                       | 0                       | 0                       | -              | -              | -              | -              | 1                     | 0                     | 0                     | 0                     | 5        | 3      | 0           | 0          |
| J. Sigsworth    | 14                      | 3                       | 3                       | 0                       | 2              | 1              | 0              | 0              | 2                     | 0                     | 0                     | 0                     | 18       | 4      | 3           | 0          |
| K. Smith        | 13                      | 0                       | 0                       | 0                       | 2              | 0              | 0              | 0              | 1                     | 0                     | 0                     | 0                     | 16       | 0      | 0           | 0          |
| L. Staniforth   | 14                      | 0                       | 2                       | 0                       | 2              | 1              | 0              | 0              | 2                     | 0                     | 0                     | 0                     | 18       | 1      | 2           | 0          |
| M. Thorisdottir | 6                       | 0                       | 1                       | 0                       | 2              | 0              | 0              | 0              | -                     | -                     | -                     | -                     | 8        | 0      | 1           | 0          |
| E. Toone        | 22                      | 9                       | 1                       | 0                       | 2              | 1              | 0              | 0              | 3                     | 1                     | 1                     | 0                     | 27       | 11     | 2           | 0          |
| A. Turner       | 21                      | 0                       | 4                       | 0                       | 1              | 1              | 0              | 0              | 2                     | 0                     | 0                     | 0                     | 24       | 1      | 4           | 0          |
| M. Turner       | 22                      | 2                       | 1                       | 0                       | 2              | 1              | 0              | 0              | 3                     | 0                     | 0                     | 0                     | 27       | 3      | 1           | 0          |
| K. Zelem        | 18                      | 2                       | 3                       | 0                       | 2              | 0              | 0              | 0              | 3                     | 0                     | 0                     | 0                     | 23       | 2      | 3           | 0          |